# IC 2537
IC 2537 est une galaxie spirale intermédiaire (barrée ?) située dans la constellation de la Machine pneumatique. Sa vitesse par rapport au fond diffus cosmologique est de 3 126 ± 23 km/s, ce qui correspond à une distance de Hubble de 46,1 ± 3,3 Mpc (∼150 millions d'al). IC 2537 a été découverte par l'astronome américain Lewis Swift en 1898.
La classe de luminosité d'IC 2537 est III et elle présente une large raie HI.
À ce jour, une quinzaine de mesures non basées sur le décalage vers le rouge (redshift) donnent une distance de 35,187 ± 4,398 Mpc (∼115 millions d'al), ce qui est légèrement à l'extérieur de la distance de Hubble.

## Groupe de NGC 3054
IC 2537 est un membre du groupe de NGC 3054. Ce groupe comprend au moins 9 membres. Outre NGC 3054 et IC 2537, les autres galaxies sont NGC 3051, NGC 3078, NGC 3084, NGC 3089, IC 2531, ESO 499-26 et ESO 499-32.